# Småblommig hästkastanj
Småblommig hästkastanj (Aesculus parviflorum) är en art i familjen kinesträdsväxter från sydöstra USA. Arten odlas som trädgårdsväxt i Sverige.